# تپه طرقطی
تپه طرقطی مربوط به دوره اشکانی و دوره ساسانی است و در شهرستان کلات واقع شده و این اثر در تاریخ ۸ دی ۱۳۹۰ با شمارهٔ ثبت ۳۰۴۷۸ به‌عنوان یکی از آثار ملی ایران به ثبت رسیده است.